# 三上靖史
三上 靖史（みかみ やすし）は、日本の映画プロデューサー。
「太陽からプランチャ」のプロデューサー、「僕の中のオトコの娘」のエグゼクティブプロデューサーを務めた。

## 主な作品
- 僕の中のオトコの娘（2012年）
- 太陽からプランチャ（2014年）